# Тионе (спутник)
Тионе (др.-греч. Θυώνη) — нерегулярный спутник планеты Юпитер.
Также известен как Юпитер XXIX.

## Открытие
Был обнаружен 11 декабря 2001 года астрономами из Гавайского университета под руководством Скотта Шеппарда и получил временное обозначение S/2001 J 2.
Собственное имя спутник получил в августе 2003 года в честь Семелы, возлюбленной Зевса в древнегреческой мифологии.

## Орбита
Тионе совершает полный оборот вокруг Юпитера на расстоянии в среднем 20 940 000 км. за 627 дней и 7 часов. Орбита имеет эксцентриситет 0,229. Наклон ретроградной орбиты 148,5°. Принадлежит к группе Ананке.

## Физические характеристики
Диаметр Тионе составляет в среднем 4 км. Плотность оценивается 2,6 г/см³. Предположительно состоит из силикатных пород. Очень тёмная поверхность имеет альбедо 0,04. Звёздная величина равна 22,3m.